# (918) Ита
(918) Ита (лат. Itha) — астероид главного пояса, который был открыт 22 августа 1919 года немецким астрономом Карлом Рейнмутом в обсерватории Хайдельберг и назван в честь Saint Itha из календаря жития святых, чей день отмечался 15 января.

Орбита астероида Ита и его положение в Солнечной системе
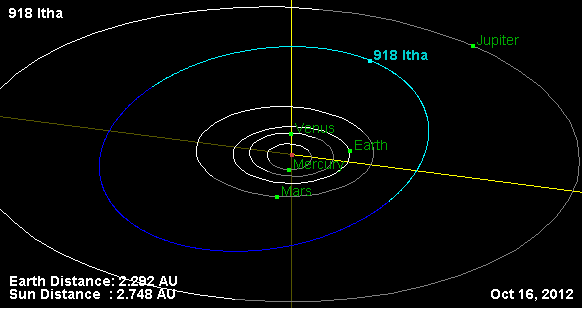
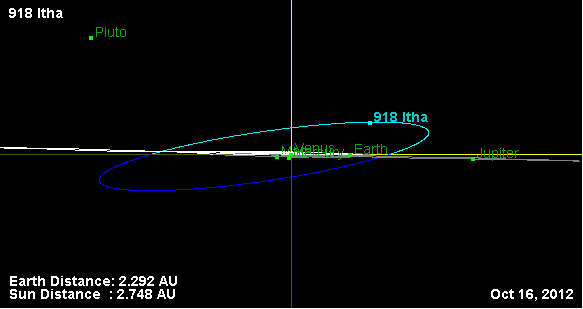